# Reserva natural de Monte Temelón
La Reserva natural de Monte Temelón es un espacio protegido en la parte continental del país africano de Guinea Ecuatorial, administrativamente incluido en el distrito de Añisok de la provincia Wele-Nzas. 
Fue establecida en el año 2000. En ella se encuentran los ríos Bimbile y Son que son tributarios del río Wele.